# Вулиця Будіндустрії (Київ)
Ву́лиця Будінду́стрії — вулиця в Голосіївському районі міста Києва, місцевість Теличка. Пролягає від Наддніпрянського шосе до тупика. 
Прилучаються вулиці Деревообробна та Інженерна.

## Історія
Вулиця виникла у 50-х роках XX століття під назвою Нова. Сучасна назва — з 1958 року.

## Установи та заклади
- Відділення зв'язку № 13 (буд. № 7)
- Експериментально-механічний завод (буд. № 6)
- Завод залізобетонних конструкцій ім. С. Ковальської (буд. № 7)

## Зображення

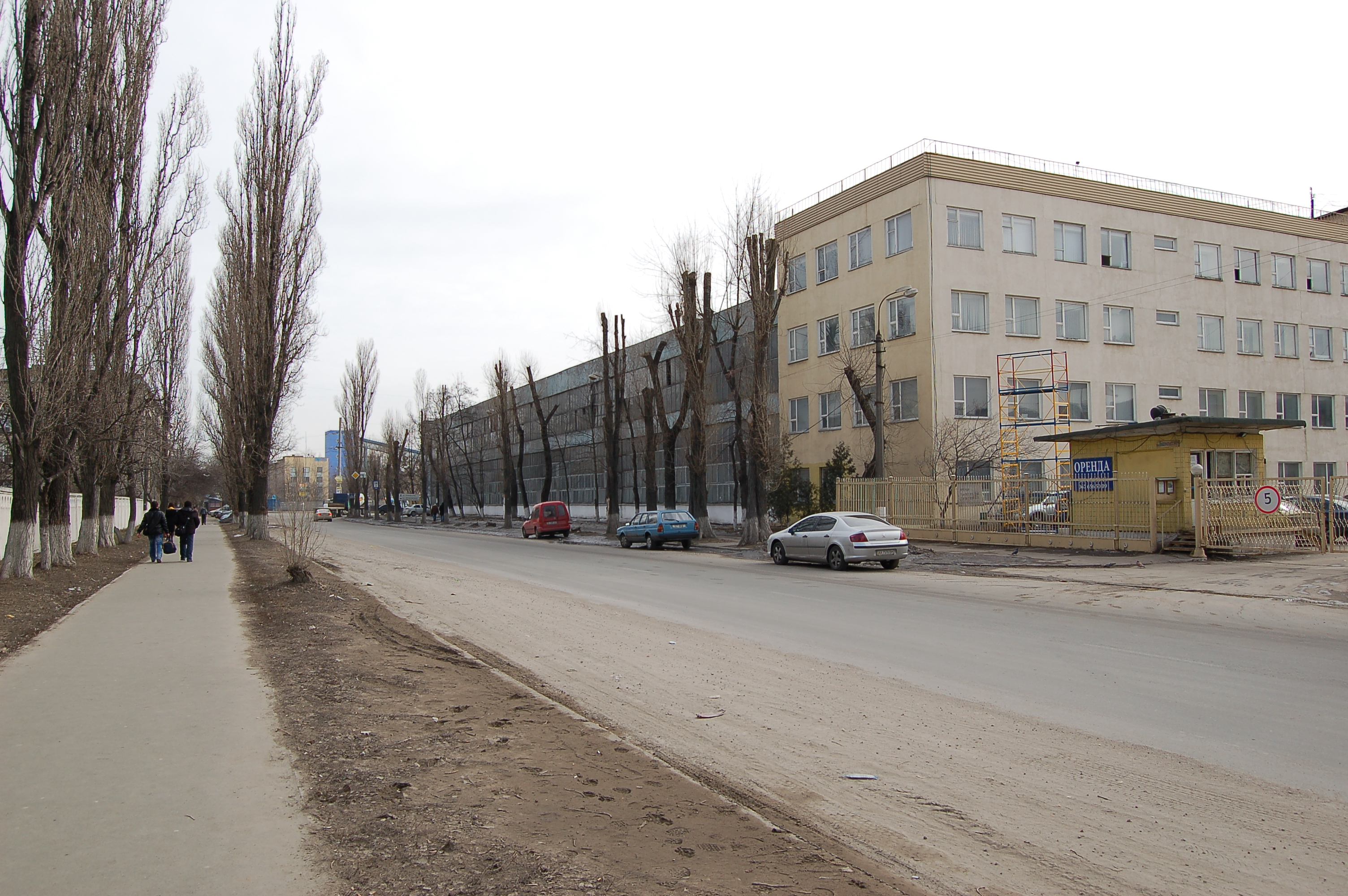
Експериментально-механічний завод